# Nikolaus Cisnerus

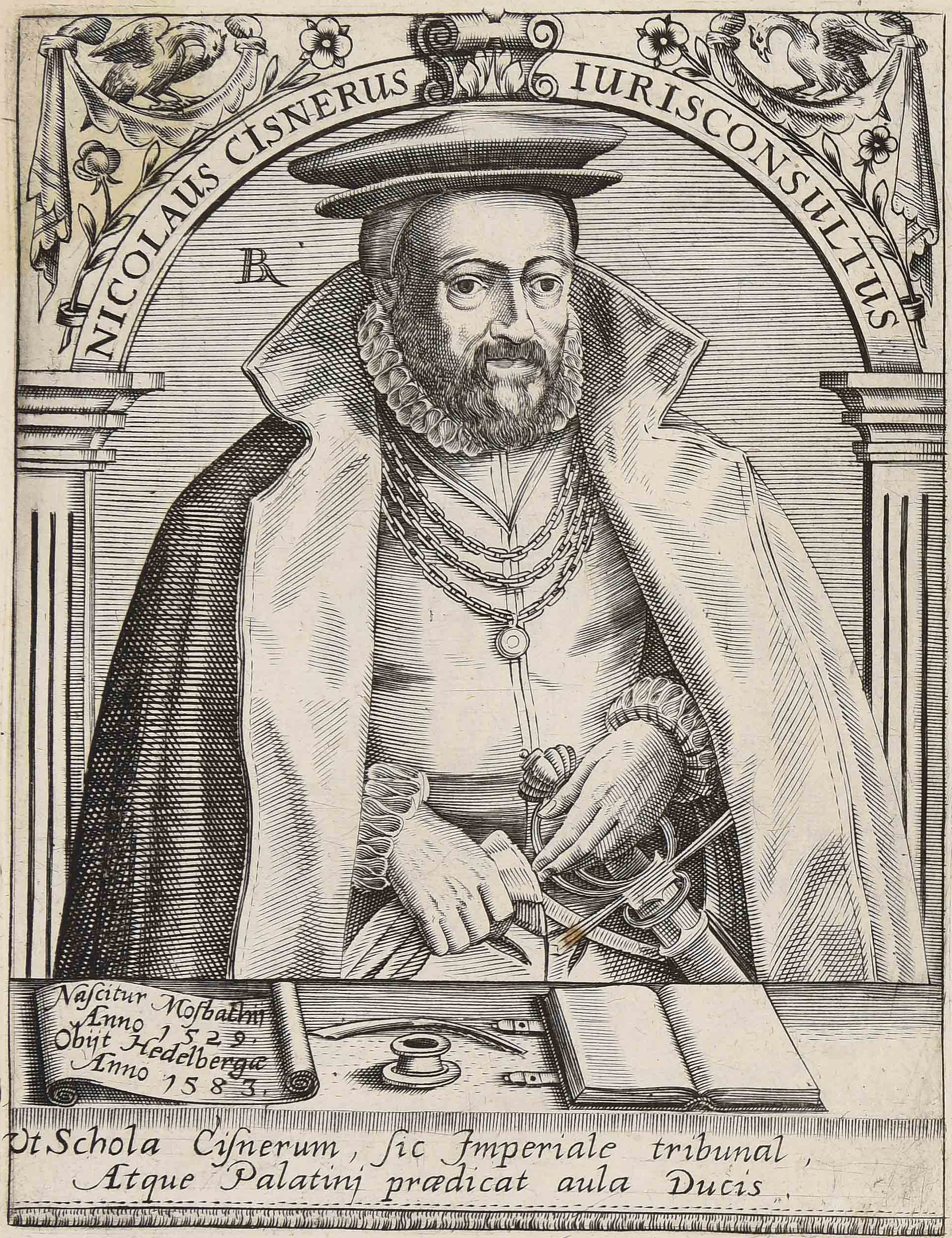
Nikolaus Cisnerus

Nikolaus Cisnerus (auch: Nicolaus Kistner oder Nicolaus Cisner; * 24. März 1529 in Mosbach; † 6. März 1583 in Heidelberg) war ein pfälzischer Gelehrter der Renaissancezeit. Er war Rektor der Universität Heidelberg und Richter am Reichskammergericht zu Speyer. Er war Humanist, reformierter Christ, Jurist und Lyriker.

## Leben
Nikolaus Cisnerus wurde am 24. März 1529 in Mosbach als Sohn des Kaufmanns und Ratsherrn Jodocus Kistner geboren. Er entstammte einer innerhalb der kurfürstlichen Pfalzgrafschaft bei Rhein angesehenen Mosbacher Bürgerfamilie, die im Laufe des 16. Jahrhunderts neben Ratsverwandten sowie Pfarrherren mehrere Gemeinde- und Ratsbürgermeister in der Oberamtsstadt stellte. Dazu gehörte auch sein Großvater, der 1494 verstorbene Mosbacher Ratsherr Nicolaus Johannes Kistner. Ein Fenster im Hauptgeschoss des Mosbacher Rathauses zeigt die von Mauritius Bräunle dedizierte Wappenscheibe Kistners.
Nikolaus hatte drei Brüder und wuchs in Mosbach auf. Zuerst wurde er Zuhause unterrichtet, dann bereits früh nach Heidelberg geschickt, wo er bis zu seinem 15. Lebensjahr die Neckarschule, damals eine berühmte Lehranstalt der Stadt, besuchte. Dort erlernte er die lateinische Sprache in Wort und Schrift, wie das dem humanistischen Bildungsideal seiner Zeit entsprach. 1544 war er Student in Heidelberg am Collegium Dionysianum (Artes liberales, alte Sprachen). Das Dionysianum wurde später zu Ehren des Kurfürsten Johann Casimir in Casimirianum umbenannt. Während seines Studiums kam er in Kontakt mit der Reformation.
1547 wurde er Doktor und Magister der Philosophie (Magister artium) und lehrte er an der Philosophischen Fakultät der Universität Heidelberg Mathematik und Philosophie. Kistner begab sich zu einem Studienaufhalt nach Straßburg, das ein wichtiges Zentrumn der Reformationsbewegung war, und wo er mit dem Hebraist Paul Fagius, dem lutherischen Theologen Martin Bucer und weiteren Persönlichkeiten der Reformation zusammentraf. Martin Bucers erste Frau Elisabeth Silbereisen stammte aus Mosbach und gehörte dem Verwandtenkreis Kistners an. 1549 kehrte Kistner von Straßburg nach Heidelberg zu seinem Lehramt an der Heidelberger Philosophischen Fakultät zurück. Zwei Jahre später begab er sich zu einem Studienaufenthalt nach Wittenberg, wo er Freundschaft mit Philipp Melanchthon schloss. 1552 wurde er Ethikprofessor in Heidelberg.
Ab 1553 hielt er sich zu einem Studium der römischen Rechtswissenschaft in Bourges in Frankreich, später in Angers und Poitiers und danach in Bologna und Padua in Italien auf. Auf der Reise dorthin fand er im Hause des Schweizer Reformators Johannes Calvin in Genf herzliche Aufnahme. In seiner Berufsausbildung zum Juristen wurde Kistner großzügig durch Kurfürst Friedrich II. und dessen Nachfolger Kurfürst Ottheinrich gefördert. So wurde es ihm ermöglicht, in Italien, dem klassischen Land der römischen Rechtswissenschaft, den Doktorgrad zu erwerben.
Auf Wunsch des kunstsinnigen und vielseitig gebildeten Kurfürsten Ottheinrich besuchte Cisnerus viele Bibliotheken in Frankreich und Italien und erwarb dort seltene Handschriften für die kurfürstliche Bibliothek in Heidelberg. 1559 erlangte er der Doktorgrad (Dr. jur.) in Pisa. Seit 1559 war er Juradozent (seit 1561 über die Pandekten) in Heidelberg und kurfürstlicher Ratgeber und Vizehofrichter.
Er heiratete 1562 Anna Hartmanni, eine Tochter Hartmannus Hartmannis des Älteren aus einer angesehenen Juristen- und Hofbeamtenfamilie der Pfalz. Die Ehe blieb kinderlos, so dass später die Erbschaft seinen Neffen zufiel. Schon zu Lebzeiten vermachte er 400 Gulden dem Casimirianum als Stipendien für seine Familie und seine indirekten Nachkommen.

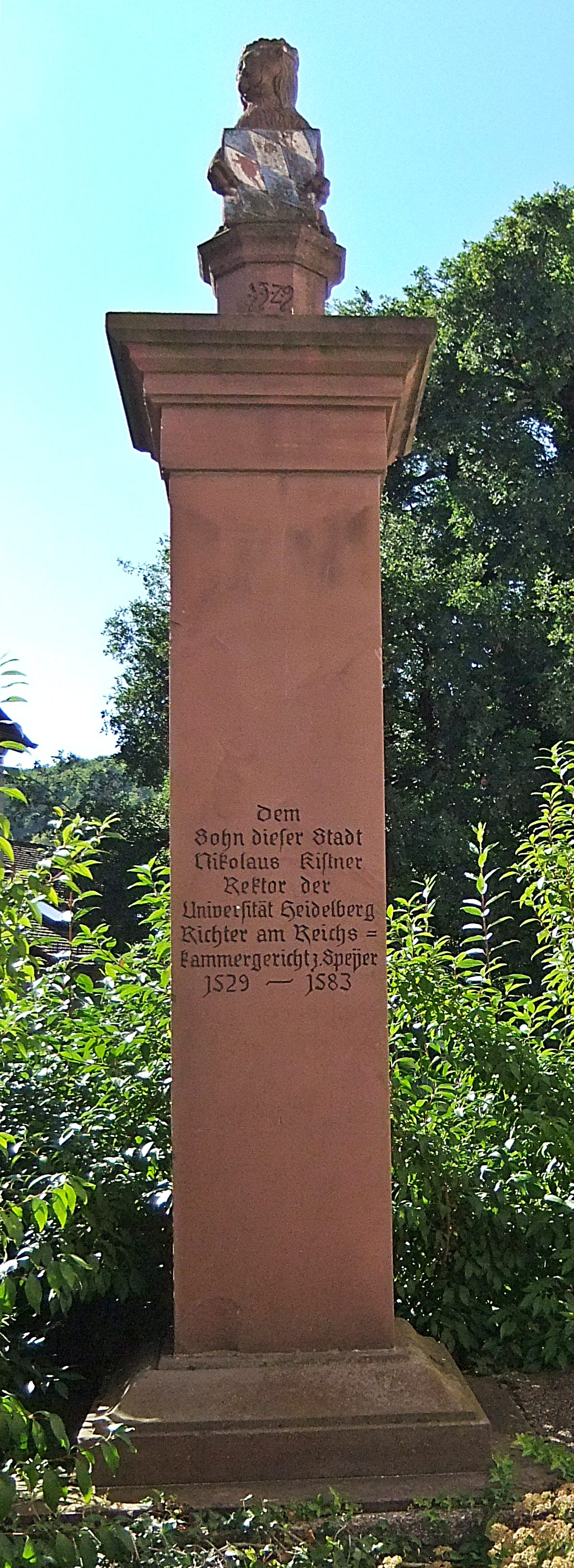
Denkmal in Mosbach

Von 1562 bis 1564 amtierte Cisnerus als Rektor der Universität Heidelberg. Um die Jahreswende 1566/67 wurde Cisnerus ferner Beisitzer (Assessor) am Reichskammergericht zu Speyer, der höchsten juristischen Instanz des Heiligen Römischen Reiches Deutscher Nation. Er gehörte dem Reichskammergericht über 13 Jahre an.
1580 war er Vizehofrichter und Rat in Heidelberg und bekleidete eine außerordentliche Professur der Rechtswissenschaft an der Universität Heidelberg, wo er ein Gehalt von 350 Gulden pro Jahr erhielt. Er war Berater bei der Abfassung der pfälzischen Landesordnung und des pfälzischen Landrechts von 1582.
Neben seinen zahlreichen juristischen Werken machte sich Cisnerus auch als Lyriker einen Namen. Fast sein gesamtes literarisches Schaffen veröffentlichte er in neulateinischer Sprache.
Am 6. März 1583 starb er in Heidelberg im Alter von knapp 54 Jahren. Sein Grabdenkmal wurde wie fast alle anderen Grabdenkmäler der Heiliggeistkirche bei der Zerstörung Heidelbergs 1689 vernichtet.
Sein Neffe, der 1558 ebenfalls in Mosbach geborene Theologe Quirin Reuter († 1613), gab im Jahre 1611 viele der weitverstreuten kleinen Schriften von Nicolaus Kistner heraus. Dr. theol. Quirin Reuter aus Mosbach war Sohn des Bürgers Joh. R. und der Barbara Kistner.
Ein weiteres Mitglied der Familie, Johannes Cisnerus aus Mosbach, Schulmeister, reformierter Pfarrer und ab 1617 Spitalprediger in Heidelberg, engagierte sich gegen Hexenprozesse.

## Ehrungen
Im Gedenken an Nicolaus Kistner, der vielfach als der „berühmteste Sohn der Stadt Mosbach“ gepriesen wird, erfolgte 1985 die Benennung des dortigen Gymnasiums als Nicolaus-Kistner-Gymnasium Mosbach.

## Werke
- Cisnerus, Nicolaus (1529–1583): Idyllion De Veris Et Autumni Comparatione. De Eodem Argumento oratio scripta, Crato, Wittenberg 1551.
- Delitiae Poetarum Germanorum,
- Idyllion de comparatione veris et autumni, 1571.
- zahlreiche Studien und Commentarii zu den römischen Institutionen und Pandekten.
- Opuscula historica et politico-philologica, Frankfurt/Main 1611, kleine Schriften zur deutschen Verfassungsgeschichte.